# Boult-aux-Bois
Boult-aux-Bois település Franciaországban, Ardennes megyében. Lakosainak száma 151 fő (2022. január 1.). Boult-aux-Bois Ballay, Belleville-et-Châtillon-sur-Bar, Briquenay, La Croix-aux-Bois, Germont, Longwé és Toges községekkel határos.

## Népesség
A település népességének változása:
| Lakosok száma | 158  | 143  | 133  | 142  | 148  | 144  | 138  | 137  | 138  | 151  |
|               | 1968 | 1982 | 1990 | 2006 | 2013 | 2015 | 2017 | 2019 | 2020 | 2022 |